# 尚垣成
尚垣成（Shang Yuan-Cheng）监制、制片, 出品人。
2016年担任电影《狼牙棒》出品人一职；2017年担任电影《济公降魔》监制、制片一职；2018年担任电影《武大的小姐姐们》监制、制片一职2015年《爱情不打烊》担任制片主任
1. ↑  . hkcinema.cn.   [2023-02-20]. （原始内容存档于2023-02-20）.
2. ↑  . 腾讯视频.